# یاکوب فلچر
یاکوب فلچر (انگلیسی: Jacob Fletcher؛ زادهٔ ۱۶ مهٔ ۲۰۰۰) بازیکن فوتبال است.
از باشگاه‌هایی که در آن بازی کرده‌است می‌توان به باشگاه فوتبال دونکستر راورز اشاره کرد.